# Горан Ибрајтер
Горан Ибрајтер (Мокрин, 1962) српски је менаџер у култури, драматург, песник и публициста.

## Биографија
Дипломирао је филозофију на Филозофском факултету у Београду 1988. Завршио је мастер студије драматургије на Академији уметности у Новом Саду 2017. године.
Радио је као директор Народног позоришта «Тоша Јовановић» Зрењанин у  периоду 2000-2004. и 2007-2010.
Текстови су му објављивани у Улазници, Аванграду, Летопису Матице српске, Књижевном животу, Огледалу, Дометима, Сцени, као и у више зборника из области позоришне теорије.
Његова дела су превођена на немачки, енглески, словачки и румунски.
Био је члан жирија на неколико позоришних фестивала.
Уредник је каталога Тврђава театра.
Са Дејаном Пенчићем Пољанским је коаутор монографије објављене поводом 70 година Фестивала професионалних позоришта Војводине.
Запослен је у Стеријином позорју.

## Награде
- Награда „Никола Пеца Петровић”[8]
- Награде за савремени драмски текст на 5. међународном кикиндском позоришном фестивалу (за текст Срце више није моје, 2014)
- Награда за адаптацију на Сусрету аматерских позоришних друштава Војводине у Старој Пазови 2014. године (за текст Гори, госпођице моја, по истоименом филму Милоша Формана).

## Дела
- Карданус, драма, 2007.[9]
- Срце више није моје, драма, 2014.
- Господин Мокинпот, 2019.[10]

Поезија
- Песме Елеазарове (Књижевна општина Вршац, 2009; на немачком у издању Банатског културног центра, 2016)
- Стихије (Банатски културни центар Ново Милошево, 2012)
- Ја(је) (Градска народна библиотека «Жарко Зрењанин» Зрењанин, 2014)
- Милетска бележница (Градска народна библиотека «Жарко Зрењанин» Зрењанин, 2020).